# Annika Viilo
Annika Viilo, född den 12 november 1965, är en finländsk orienterare som blev världsmästarinna i stafett 1995 och nordisk mästarinna på klassisk distans 1995.